# 久 (小惑星)
久（ひさし、10224 Hisashi）は小惑星帯に位置する小惑星。埼玉県のアマチュア天文家、佐藤直人が1997年に秩父市で発見した。
JAXA宇宙教育センター長や電波天文衛星はるかのプロジェクトマネージャーなどを務めた平林久にちなんで、2009年4月に命名された。